# Ворота Индии (Мумбаи)
О воинском монументе в Дели см. ворота Индии.
«Ворота Индии» (маратхи गेटवे ऑफ इंडिया, хинди गेटवे ऑफ़ इन्डिया, англ. Gateway of India) — базальтовая арка в индо-сарацинском стиле с деталями, характерными для гуджаратского зодчества, которая была заложена на морской набережной Бомбея в честь коронационного визита короля Георга V в декабре 1911 г. 
В связи с Первой мировой войной работы по возведению 26-метрового сооружения затянулись и были закончены лишь в декабре 1924 г. После обретения Индией независимости через ворота из Индии отплыли последние британские солдаты, а в 2003 г. на парковке рядом с воротами произошёл кровопролитный теракт.